# Alphabet St.
Alphabet St. ist ein 1988 veröffentlichtes Lied des US-amerikanischen Musikers Prince, das er geschrieben, komponiert, arrangiert und produziert hat. Das Stück ist auf seinem Album Lovesexy enthalten und wurde am 15. April 1988 als Vorabsingle des Albums ausgekoppelt.

## Hintergrund
Prince nahm Alphabet St. am 30. Dezember 1987 in seinem Paisley Park Studio in Chanhassen in Minnesota auf. Er komponierte den Song für sein Album Lovesexy, den Nachfolger von Sign o’ the Times (1987).
Alphabet St. wurde erstmals am 15. April 1988 in Großbritannien (USA: 23. April 1988) als Single veröffentlicht. In Schweden, der Schweiz, den Niederlanden und Belgien erreichte der Titel die Top 10.
Der Song ist 5:39 Minuten lang und erschien auf dem Album Lovesexy. Die Single-Version dagegen ist auf 2:25 Minuten gekürzt. Das Lied enthält in der Albumversion eine Rap-Strophe, die von Cat Glover (* 1962; † 2024) eingerappt wurde.
Alphabet St. ist auch auf den Prince-Kompilationen The Hits/The B-Sides (1993), The Very Best of Prince (2001), Ultimate (2006) und 4Ever (2016) zu finden. Ferner ist der Song als Liveversion auf dem Prince-Album Indigo Nights (2008) zu hören.
Der Song handelt relativ offen von Oralsex.

## Musikvideo
Das Video zeigt Prince, wie er vor einer Masse an blinkenden Buchstaben den Song spielt. Dabei tanzt er, spielt Gitarre und singt und fährt außerdem mit einem Auto durch das Buchstabenmeer. Dabei werden einzelne Wörter eingeblendet. Versteckte Botschaften im Buchstabenmeer sind: „She'll want me from my head to my feet“ (dt. „Sie will mich von Kopf bis Fuß.“), „heaven is so beautiful“ („Der Himmel ist so schön.“), „4 the light dance“ („für den leichten Tanz“), „funk guitar“, „h is for the punks“ („Heroin ist für Abschaum“) und „if U don’t mind“ („wenn es dich nicht stört“). Außerdem wurde die subliminale Botschaft „Don’t buy the Black Album, I’m sorry“ („Kauft nicht das Black Album! Es tut mir leid.“) versteckt. Hintergrund war, das Prince mit dem Album nicht mehr zufrieden war und auch dachte, es würde seine dunkle Seite hervorholen.
Regie beim Video führte Patrick Epstein.

## Chartplatzierungen
Der Song wurde ein Nummer-eins-Hit in Neuseeland und Norwegen. In den deutschen Charts erreichte Alphabet St. Platz 18, während es in der Schweiz, im Vereinigten Königreich und den Vereinigten Staaten in die Top 10 einstieg.

## Coverversionen
The Jesus and Mary Chain coverten Alphabet St. als B-Seite ihrer im Oktober 1994 veröffentlichten Single Come On. 2012 veröffentlichte Sufjan Stevens eine Version des Songs für seine Sammlung an Weihnachtsliedern Silver & Gold: Songs for Christmas Volumes 6-10.

## Samples
Meat Beat Manifesto verwendeten bereits 1988 ein Sample des Eröffnungsschreis aus Alphabet St. für ihren Industrial-Song God O.D.
Nine Inch Nails verwendeten beim Song Ringfinger auf dem Album Pretty Hate Machine (1990) ein Sample aus Alphabet St. und dankten dem Musiker auch im Booklet.
Die Indie-Rock-Band Ween verwendete 1992 ein Sample aus dem Song für ihre Lieder Push Th' Little Daisies sowie natürlich für L.M.L.Y.P., ihre Hommage an Prince auf ihrem Album GodWeenSatan: The Oneness.
Die Hip-Hop-Band Arrested Development verwendete ein Sample des Wortes Tennessee aus Alphabet St. für ihren gleichnamigen Song von ihrem ersten Album 3 Years, 5 Months and 2 Days in the Life of … (1992). Die damals noch junge, unerfahrene Band ließ das Sample nicht vorher klären. Als das Lied dann anschließend chartete, wurden Arrested Development von Princes Anwälten verklagt und mussten eine Strafe von 100.000 US-Dollar zahlen.